# Eutreta parasparsa
Eutreta parasparsa es una especie de insecto del género Eutreta de la familia Tephritidae del orden Diptera.

## Historia
Blanchard la describió científicamente por primera vez en el año 1965.